# Shaligram

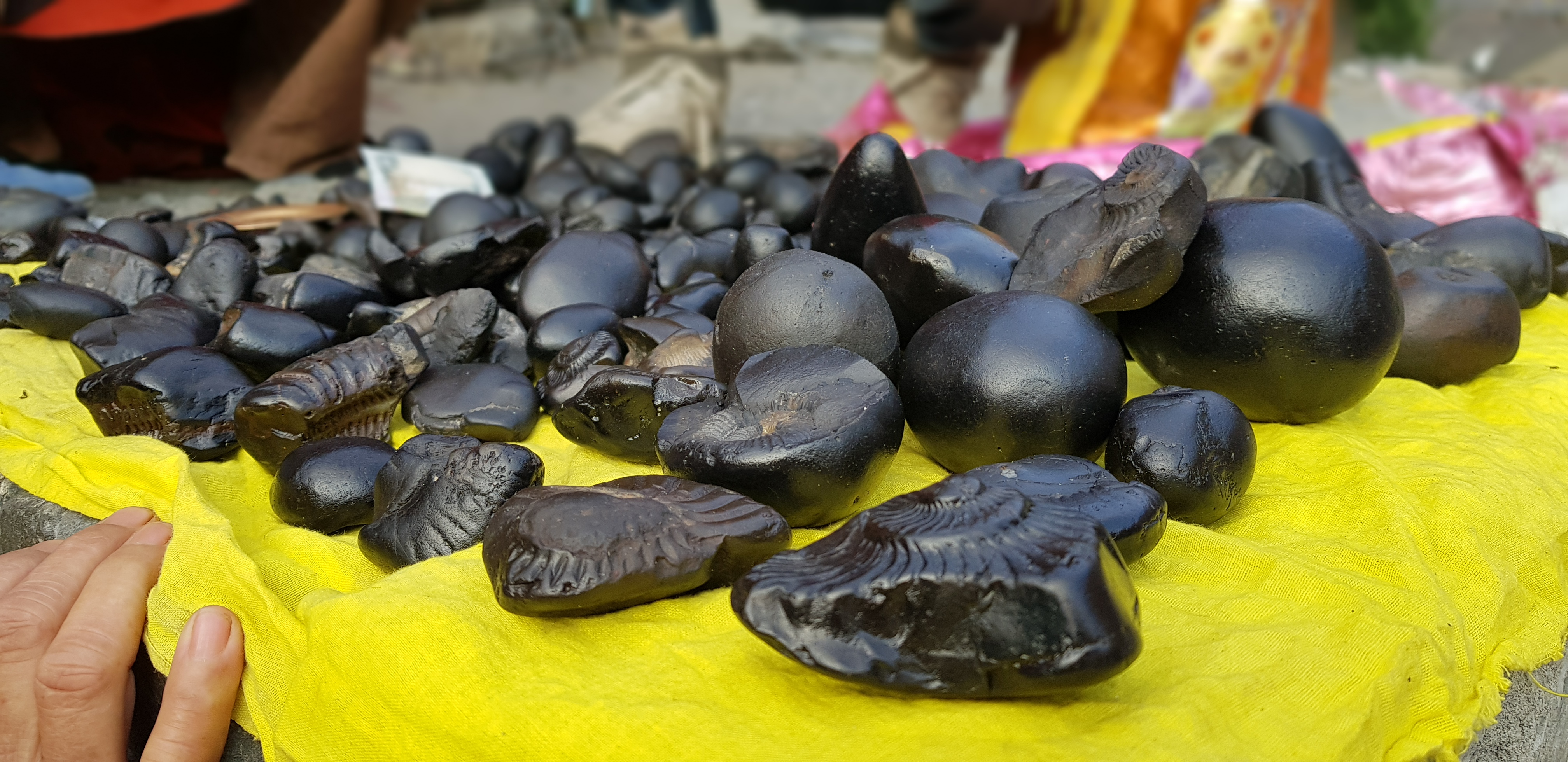
Diese Ammonite gelten als ein non-anthropomorphisches Symbol Gottes Vishnu.

Ein Shaligram oder Shaligrama shila (Hindi शालिग्राम शिला, IAST Śāligrāma-śilā) ist ein heiliger fossiler Ammonit aus dem Himalaya, der in hinduistischen und buddhistischen Praktiken seit Jahrtausenden verehrt wird. Shaligrams können in der abgelegenen Region Mustang in Nepal im Flussbett oder an den Ufern des Kali Gandaki, einem Nebenfluss des Gandaki, gefunden werden. Im Hinduismus wird er als eine Manifestation von Vishnu verehrt.

## Mythologische Herkunft
Die Entstehung der Shaligramas ist in der hinduistischen Mythologie nach dem Devi-Bhagavata-Purana, mit der Geschichte des Dämonenkönigs Jalandhar und seiner Frau Vrinda verknüpft. Der Dämon Jalandhar war aufgrund der Keuschheit und Hingabe seiner Frau Vrinda unbesiegbar geworden. Gott in seinem Aspekt als Vishnu musste daher eine List anwenden, um die Menschen und die göttlichen Sphären von dem Dämon zu befreien.
Um Jalandhar zu besiegen, nahm Vishnu die Gestalt ihres Ehemannes an und täuschte Vrinda, wodurch ihre Keuschheit gebrochen wurde. Dies machte Jalandhar verwundbar, und so konnte er im Kampf getötet werden. Als Vrinda den Betrug erkannte, verfluchte sie Vishnu, zu einem Shaligram-Stein zu werden. Als Vrinda jedoch Maha-Lakshmis Schmerz über den Verlust ihres eigenen Mannes sah, nahm sie den Fluch sofort zurück. In Erinnerung an ihre Selbstlosigkeit willigte Vishnu ein, sie zu heiraten, und versprach, zu ihren Füßen in Form eines Shaligram zu bleiben, wo immer sie sich als Tulsi-Pflanze (heiliges Basilikum) manifestiere.
Vishnu nahm die Form eines großen felsigen Berges an, der als shaligrama bekannt ist, am Ufer des Gandaki-Flusses, wo vajrakita, eine Art Wurm mit Zähnen so stark wie der Vajra, verschiedene Markierungen in seinen Körper ritzte. Die von vajrakita geschnitzten Steine, die von der Oberfläche dieses Berges in den Gandaki-Fluss fallen, wurden als die shaligram shilas bekannt.

## Geschichte

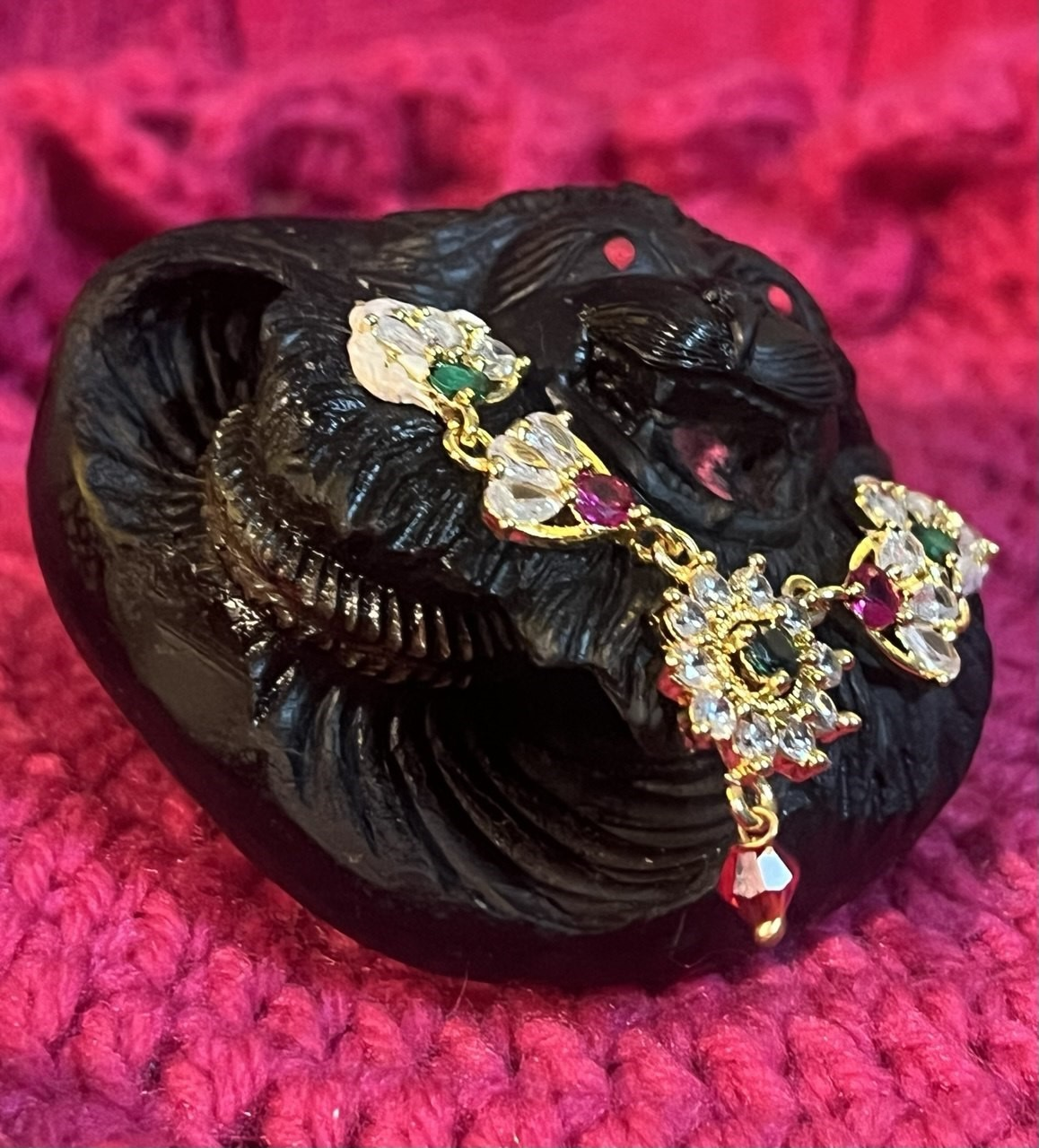
Narasimha Shaligram

Zeugnisse der Verehrung von Shaligramas lässen sich bis in die Zeit von Adi Shankara zurückverfolgen, und zwar durch dessen Werke. Insbesondere sein Kommentar zu dem Vers 1.6.1 in der Taittiriya Upanishad, und sein Kommentar zum Vers 1.3.14 der Brahma-Sutras, legen nahe, dass die Verehrung von Shaligramas als Vishnu eine bekannte hinduistische Praxis war.
Die Statue von Narasimha im Guru-Narasimha-Tempel soll vollständig aus Shaligram bestehen und swayambhu sein (nicht von jemandem geschnitzt, sondern natürlich entstanden). Dies scheint bisher die früheste Erwähnung von Shaligram zu sein, da dieser Tempel vor der Geburt von Adi Shankara errichtet wurde.
Vishnu im Padmanabhaswamy-Tempel von Thiruvananthapuram und im Badrinath-Tempel der Garhwal-Region, die Murtis von Krishna im Sri Krishna Tempel in Udupi und im Radha Raman Tempel in Vrindavan sollen ebenfalls aus Shaligram hergestellt worden sein.

## Religiöse Bedeutung

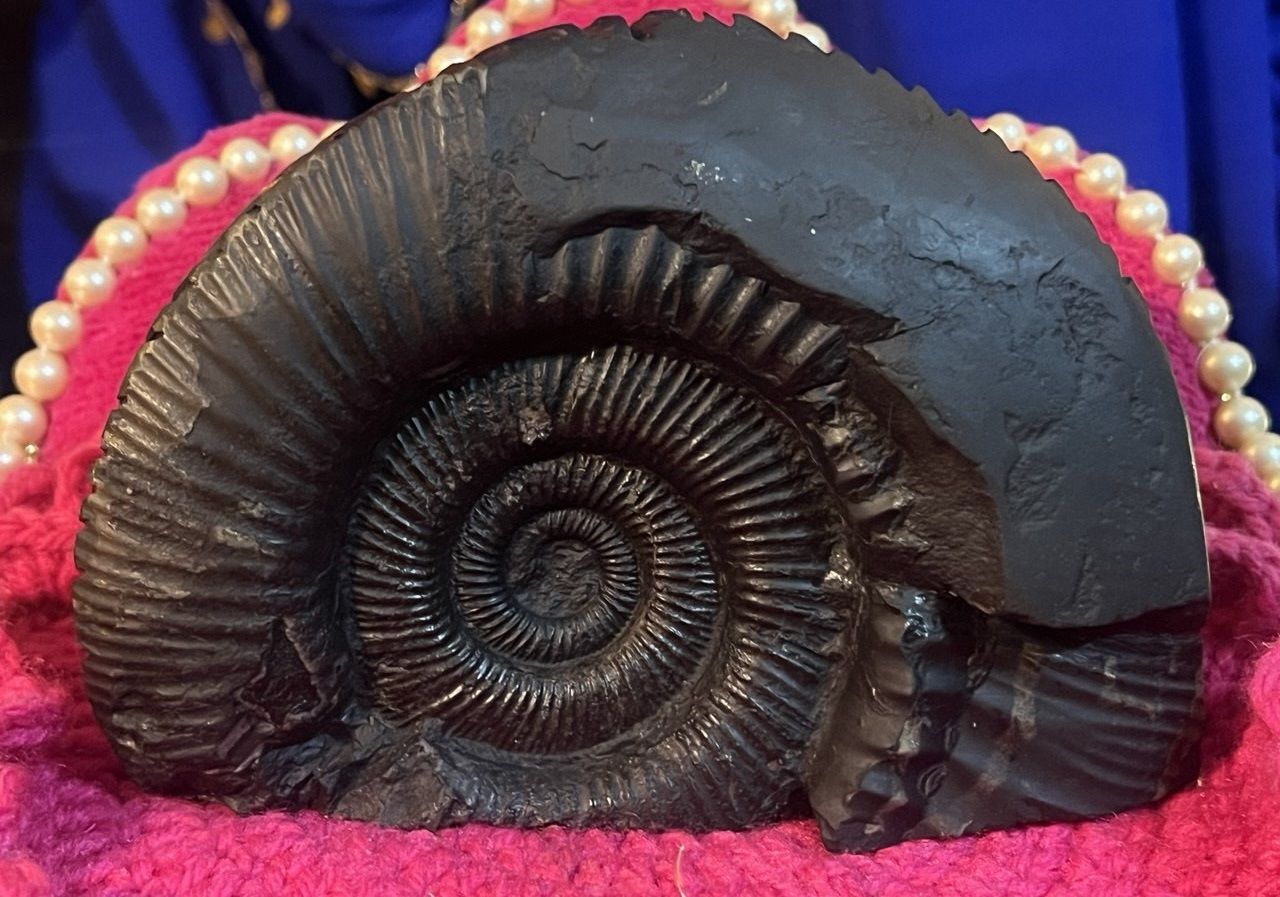
Vishnu Shaligram

Shaligrame sind in der Vaishnava-Tradition von besonderer Bedeutung, da sie als natürliche Darstellung von Vishnu angesehen werden. Sie erfordern keine rituelle Weihe, da sie als bereits gesegnet gelten. Diese Steine werden oft zusammen mit Tulsi-Blättern verehrt, um die göttliche Verbindung zwischen Vishnu und Vrinda zu symbolisieren. In vielen hinduistischen Haushalten finden sich Shaligrame als verehrte Objekte der Anbetung.
Die Verehrung von Shaligramen wird in den Puranas beschrieben und soll große Verdienste bringen.
Abgesehen von den traditionellen upachara (Verehrungsgegenstände), erfordert die Verehrung eines Shaligram nur Tulsi-Blätter und Wasser, das aus einer dakshinavarti shankh (spezielle Muschelschale) zur Waschung gegossen wird, im Vergleich zu einer murti, die upachara von finanziellem Wert wie Roben und Schmuck erfordert. Daher kann die Verehrung der Shaligrame von den Menschen selbst in Zeiten von Not und Bedrängnis als einzige Form der Verehrung geleistet werden.
Die aus Südindien stammenden Hindus schmücken Vishnu-Idole mit einer Girlande aus 108 Shaligramen. Bengalische Hindus begehen eine Zeremonie namens svastyayana, bei der 108 oder 1008 mit Sandelholzpaste gesalbte Tulsiblätter auf einem Shaligram dargebracht werden. Dies kann begleitet werden von chandipatha (rituelle Rezitation des Devi Mahatmya) einmal, dreimal oder fünfmal; Verehrung eines oder vier Shivalinga aus Ton und Singen der Mantras von Durga und Vishnu 108 oder 1008 mal.

## Antioxidative Eigenschaften von in Saligrama getränktem Wasser
Eine 2021 im Journal of Natural Remedies veröffentlichte Studie untersuchte die antioxidative Wirkung von in Shaligram-Steinen eingeweichtem Wasser. Die Forscher tränkten zwei verschiedene Shaligram-Steine, von denen einer seit mehr als fünf Jahren und der andere seit zwei Jahren verehrt wurde, 20 bis 30 Minuten lang in Wasser. Das Wasser wurde mit Hilfe eines DPPH-Tests, einer gängigen Methode zur Bewertung der antioxidativen Aktivität, auf seine antioxidativen Eigenschaften untersucht.
Die Ergebnisse zeigten, dass beide Steine eine signifikante antioxidative Aktivität aufwiesen, wobei der Stein, der seit mehr als fünf Jahren verehrt wurde, eine höhere Aktivität zeigte. Die Studie deutet darauf hin, dass ein langfristiger Kontakt mit dem Shaligram seine antioxidative Wirkung verstärken kann.

## Rituale
Shaligrame werden in zahlreichen hinduistischen Ritualen verwendet, insbesondere in Vaishnava-Traditionen. Zu den wichtigsten Ritualen gehören:
- Tulsi Vivah: Eine symbolische Hochzeit zwischen dem Shaligram-Stein (Vishnu) und der Tulsi-Pflanze (Vrinda), die meist im Monat Kartik (Oktober/November) gefeiert wird ([Walters, 2022]).
- Abhishekam: Ein rituelles Bad des Shaligram mit Milch, Wasser, Honig und Ghee, begleitet von vedischen Mantras.
- Puja: Tägliche Verehrung, bei der der Shaligram mit duftendem Wasser gewaschen, mit Sandelholzpaste bestrichen und mit Blumen geschmückt wird.
- Ekadashi-Verehrung: Viele Anhänger fasten an Ekadashi-Tagen und verehren ihren Shaligram mit besonderer Hingabe.

## Bedeutende Shaligram-Tempel

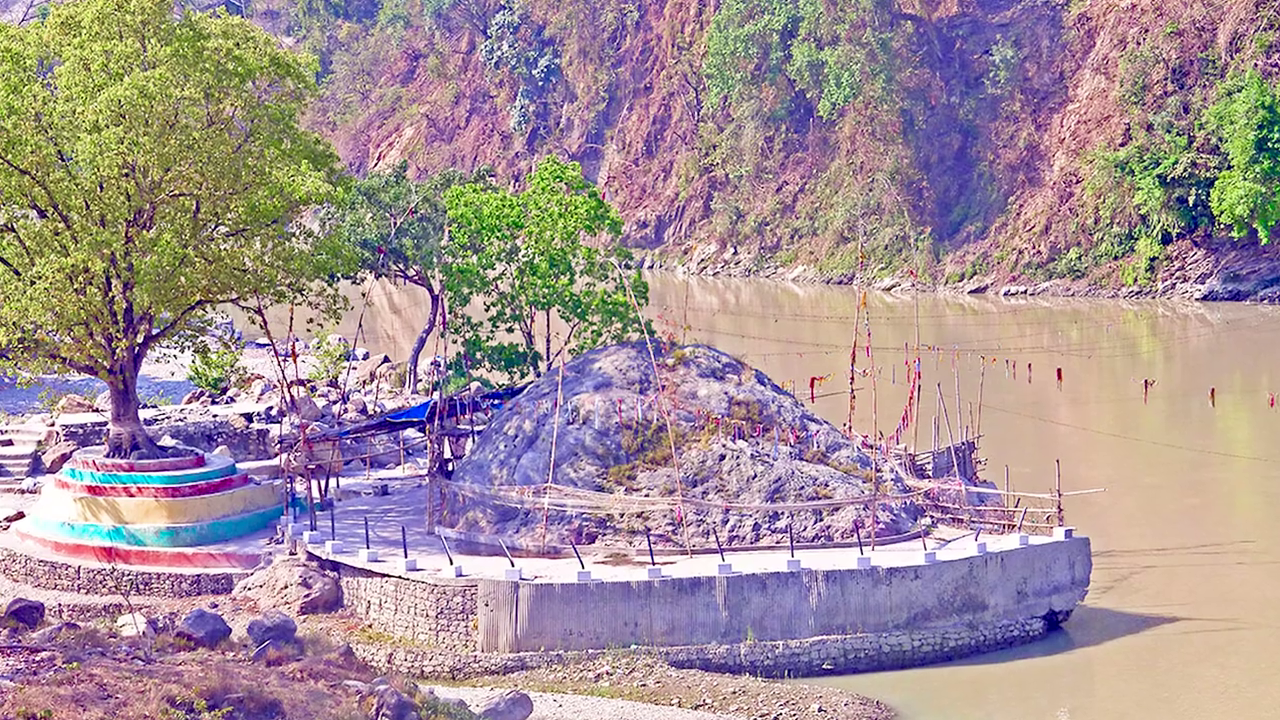
Das größte Shaligrama shila an den Ufern des Flusses Kali Gandaki bei Setibeni an der Grenze der Distrikte Parbat, Gulmi und Syangja in Nepal

Es gibt mehrere bedeutende Tempel, in denen Shaligrame verehrt werden:
- Muktinath-Tempel (Nepal): Einer der wichtigsten Pilgerorte für Shaligram-Pilger, da er sich in der Gandaki-Region befindet, wo die Steine gefunden werden ([Walters, 2020]).
- Jagannath-Tempel (Puri, Indien): Die Hauptidole im Tempel werden mit Shaligramen in Verbindung gebracht.
- Ranganathaswamy-Tempel (Srirangam, Indien): Ein bedeutendes Zentrum der Vaishnava-Verehrung, in dem shaligrame eine wichtige Rolle spielen.
- Krishna-Tempel in Dwaraka (Indien): Hier werden Shaligrame als Darstellungen von Lord Vishnu und Krishna verehrt.